# تام میسون (بازیگر)
تام میسون (به انگلیسی: Tom Mison) (زاده ۲۳ ژوئیه ۱۹۸۲) بازیگر، نویسنده انگلیسی است.
از فیلم‌های معروف او می‌توان به بازی در یک روز و ستاره‌هایی در فیلم‌های کوتاه و سریال دیدن اشاره کرد.